# Олыцкий замок
Олицький замок (укр. Олицький замок) — замок в Олыке Волынской области, на протяжении веков принадлежал семье Радзивиллов. Современная территория замка занимает 2,7 гектара.

## История

### Основание в XVI веке

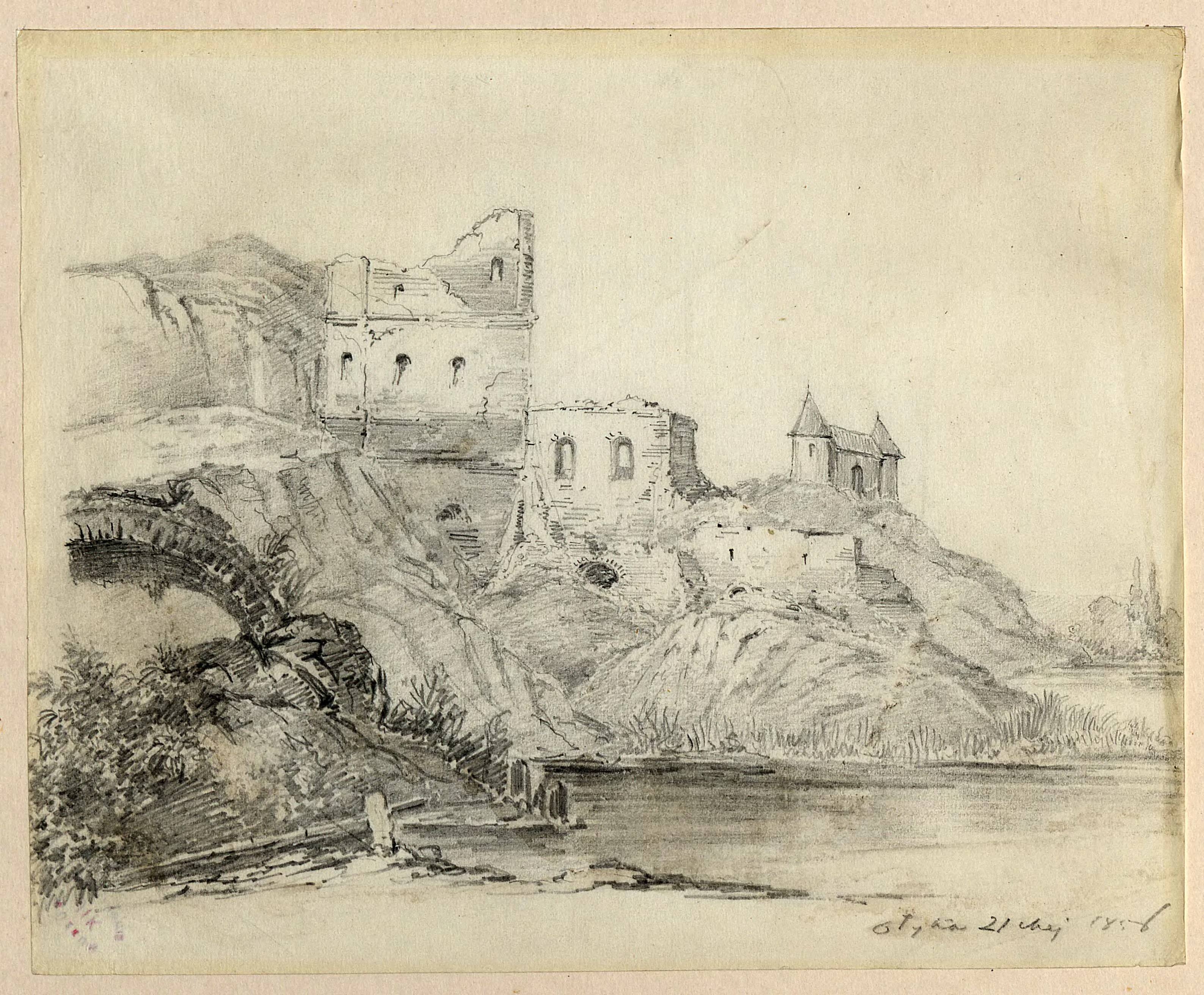
Замок Радзивиллов, 1856

Замок заложен при князе Николае Радзивилле Чёрном в XVI веке. Это один из первых на территории Украины прямоугольных замков бастионного типа. Строительство замка началось в княжение Николая Радзивилла Чёрного и, очевидно, закончено в 1564 году. Несмотря на высокую обороноспособность нововозведенного замка, работы по его укреплению и развитию продолжались. И только в 1640 году. Альбрехт Станислав Радзивилл завершил реконструкцию. Размеры замка достигали около 100 х 120 метров. Он стал образцом для построения подобных крепостных укреплений меньшего размера в других городах. Черты Позднего Возрождения или маньеризма почти не отразились на стилистике сооружения.
За следующие 50 лет (1591-1648 гг.) замок выдержал несколько осад и устоял, несмотря на повреждение.

### Первые описания замка
Уже в XVII веке (в 1686 году) проведено первое описание замка, что позволяет воссоздать его облик, близкий к первоначальному. В 1737 году составлено другое описание — дополняющее план-гравюру XVIII века.
Двор замка застроен по периметру. Дворцовым стал южный корпус. На противоположной стороне находился северный корпус, украшенный двухъярусной башней в стиле барокко. Между этими двумя корпусами находились главные въездные ворота замка.

### Период от 1700 до 1840 г.

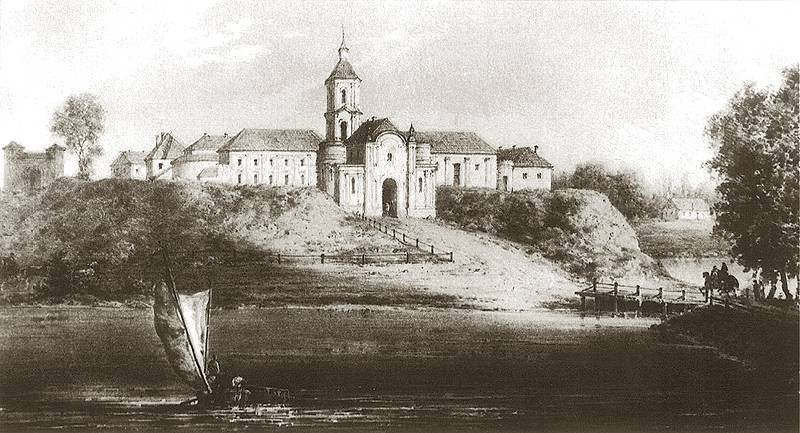
Зарисовка Наполеона Орды

В ходе Северной войны в 1702 году посёлок Олыка опустошили шведские войска, но замок устоял.
В связи с новыми методами военных действий замок в Олыке теряет оборонительные функции и всё больше используется как дворцовая постройка. Внутренний двор был застроен по периметру ещё в XVII веке, а дворцом считался Юго-восточный корпус. Здание в XVII—XVIII веках было в два этажа, с двумя порталами. Между порталами устроили открытую аркаду-галерею с крещатым сводом. На втором этаже имелся балкон.
Очередную реконструкцию начал Михаил Казимир Радзивилл «Рыбонька»; работы продолжались до 1760 года. В XVIII веке надстроили третий этаж и заложили открытую галерею. В 1796 году дворцовый корпус получил крышу с заломом в стилистике барокко. Здание в виде удлиненного прямоугольного объёма, внутренняя планировка коридорного типа с односторонним расположением залов и анфилада.
Во время наполеоновского нашествия 1812 замок использовала армия Российской империи как военный госпиталь вплоть до 1837 года. С 1840 года замок бросили на произвол судьбы, и он никак не использовался до 1882 года. Интерьеры разрушились.

### На рубеже XIX—XX веков
С 1883 г. начат новый этап ремонтно-восстановительных работ, продолжавшихся 30 лет. Руководил ремонтом архитектор Зигмунт Горголевский, автор проекта Львовского театра оперы и балета. В годы Первой мировой войны (1914-1920) замок был разрушен, что побудило приступить к новому этапу восстановительных работ, которые проводились на средства Януша Францишека Радзивилла.
Со времён СССР и в настоящее время замок используется как психиатрическая больница.

## Коллегиальный костёл Св. Троицы

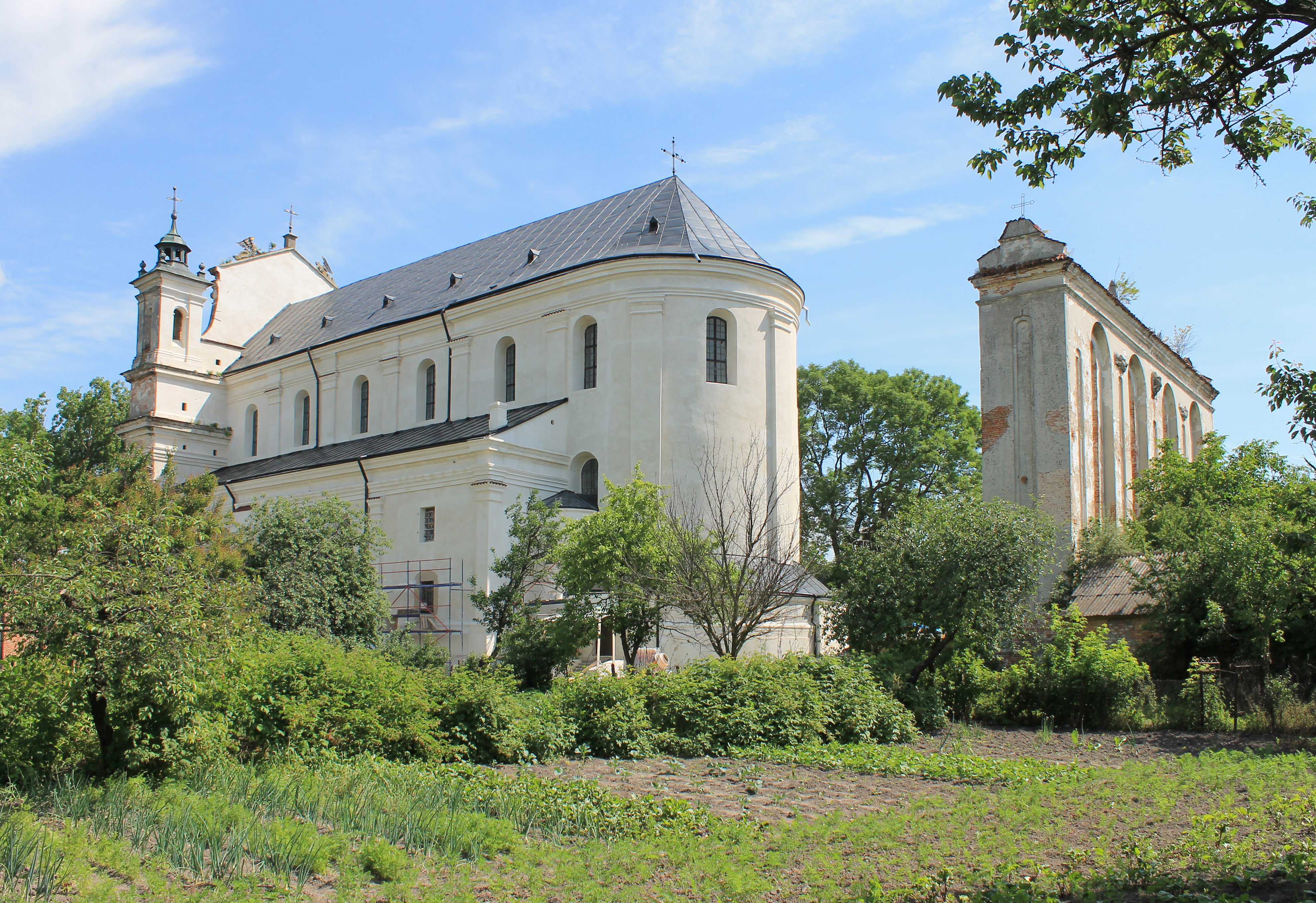
Коллегиальный костёл Св. Троицы

Костёл Св. Троицы принадлежит к лучшим образцам архитектуры барокко на территории Украины.
Построен в 1635-1645 гг. близ замка по проекту архитекторов Бенедетто Молли и Джованни Маливерны по образцу Иль-Джезу в Риме. Строительные работы поручили архитекторам: Ф. Беффку, Я. Банчковичу, В. Садовскому, С. Марковичу.
Костёл — базилика с нартексом, хорами, полукруглой апсидой. Своды крещатые. Западный фасад, величественный и торжественный, был украшен картинами на религиозные темы. Шесть картин спасены и переданы на хранение в Львовскую галерею искусств. Костёл имел каменный забор, частично разрушенный в 1960-е годы вместе с северными воротами.
Интерьер костёла сохранился, но имеет повреждения. Под храмом крипта с захоронениями, где раньше погребли и основателя замка, и других представителей семейства Радзивиллов. Во времена независимости Украины костёл передан местному приходу.